# Димитор
Димитор је кречњачка планина у Републици Српској, БиХ. Налази се између горњег тока реке Сане на западу и Подрашког поља на истоку. Дугачка је око 13 км. Највиши врхови су Димитор (1.474 м), Јаворац (1.332 м и Козја страна (1.311 м).
Претежно је грађена од тријаских кречњака, доломита и пермских пешчара. Оскудева изворним водама, а потоци који извиру на планини припадају сливу Сане.

## Планинарење
Сваке године у марту Планинарски савез Републике Српске организује традиционални Зимски успон на Димитор. Поход почиње од превоја Штрбине до врха Мали Димитор, а спуштањем низ Козју страну завршава у оближњем Зеленковцу.

## Галерија
- Врх Мали Димитор (1474 мнв)
- Козја страна (1311 мнв)
- Учесници планинарског похода на врху Мали Димитор
- Учесници планинарског похода на спуштању низ Козју страну